# Cremersia zikani
Cremersia zikani är en tvåvingeart som beskrevs av Schmitz 1924. Cremersia zikani ingår i släktet Cremersia och familjen puckelflugor. Inga underarter finns listade i Catalogue of Life.